# Talijin uročnjak
Talijin uročnjak (Thalijev uročnjak; lat. Arabidopsis thaliana), jedna od desetak vrsta biljaka iz porodice krstašica. Prvi ju je opisao Johannes Thal, a Linnaeus ju je 1753. svrstao u rod Arabis (hrv. guštarka), pod imenom Arabis thaliana, u Thalovu čast. Tek je 1842, njemački botaničar Gustav Heynhold osnovao novi red, Arabidopsis, u koji je klasificirana.
Kod ove biljke istraživanja su pokazala da reagira na zvuk hranjenja gusjenica, pa ona stvara više obrambenih kemikalija koje mogu odbiti napade gusjenice.
Domovina talijinog uročnjaka je Euroazija.
- A. thaliana
- A. thaliana
- A. thaliana
- A. thaliana

## Sinonimi
- Arabidopsis thaliana var. apetala O.E.Schulz; Pflanzenr. [Engl.] Heft. 84 (IV. Fam. 105): 274 (1924)
- Arabidopsis thaliana var. brachycarpa Andr.; Ind. Horti Bot. Univ. Budapest 3: 25 (1939)
- Arabidopsis thaliana var. burnatii (Briq.) Briq.; Prodr. Fl. Corse 2(1): 38 (1913)
- Arabidopsis thaliana var. pusilla (Hochst. ex A.Rich.) O.E.Schulz; Engl., Pflanzenr., IV, 105(86): 274 (1924)
- Arabis arcuata Dulac; Fl. Hautes-Pyrénées: 200 (1867), nom. illeg.
- Arabis muralis Salisb.; Prodr. Stirp. Chap. Allerton: 272 (1796), nom. superfl.
- Arabis parviflora Raf.; Amer. Monthly Mag. & Crit. Rev. 2: 43 (1817)
- Arabis pubicalyx Miq.; Ann. Mus. Bot. Lugduno-Batavi 2: 72 (1865)
- Arabis pubicalyx var. soyensis H.Boissieu; Bull. Herb. Boissier 7: 788 (1899)
- Arabis ramosa Lam.; Fl. Franç. 2: 510 (1779)
- Arabis scabra Gilib.; Fl. Lit. Inch. 2: 61 (1782), opus utique oppr.
- Arabis thaliana L.; Sp. Pl. 2: 665 (1753)
- Arabis thaliana var. hirta Merrem; 296 (1809)
- Arabis thaliana var. pubicalyx (Miq.) Makino; Y. Iinuma, Somoku-Dzusetsu, ed. 3, 3: 12 (1912)
- Arabis zeyheriana Turcz.; Bull. Soc. Imp. Naturalistes Moscou 27(II): 292 (1854 publ. 1855)
- Cardamine pusilla Hochst. ex A.Rich.; Tent. Fl. Abyss. 1: 18 (1847)
- Conringia thaliana (L.) Rchb.; Ic. Fl. Germ. 2: t. 60. fig. 4380 (1832)
- Conringia thaliana var. arvicola Rchb.; 686 (1832)
- Crucifera thaliana (L.) E.H.L.Krause; Sturm, Fl. Deutschland, ed. 2, 6: 86 (1902)
- Erysimum pubicalyx (Miq.) Kuntze; Revis. Gen. Pl. 2: 933 (1891)
- Erysimum thalianum (L.) Fritsch; Bot. Centralbl. 43: 14 (1890), isonym
- Erysimum thalianum (L.) Kitt.; Taschenb. ed. II. 899 (1844)
- Hesperis thaliana (L.) Kuntze; Revis. Gen. Pl. 2: 935 (1891)
- Nasturtium thaliana (L.) Andrz. ex DC.; Syst. 2: 226 (1821)
- Phryne gesneri Bubani; Fl. Pyrenees. 3: 176 (1901)
- Pilosella thaliana (L.) Kostel.; Hort. Prag. 104 (1844)
- Sisymbrium pumilio Oliv.; Fl. Trop. Afr. 1: 64 (1868)
- Sisymbrium simplicissimum S.G.Gmel.; Reise Russland 3: 303 (1774)
- Sisymbrium thalianum (L.) J.Gay; Ann. Sci. Nat. (Paris) 7: 399 (1826)
- Sisymbrium thalianum var. arvicola (Rchb.) J.J.Schmitz & Regel; 368 (1841)
- Sisymbrium thalianum var. pusillum (Hochst. ex A.Rich.) T.Durand & Schinz; Consp. Fl. Afric. 1: 99 (1898)
- Stenophragma thalianum (L.) Celak.; Arch. Naturw. Landesdurchf. Bohem 3: 445 (1875)
- Stenophragma thalianum f. flaccidulum Zapal.; 35 (1913)
- Stenophragma thalianum f. macrosepalum Zapal.; 35 (1913)
- Stenophragma thalianum f. multicaule Zapal.; 35 (1913)
- Stenophragma thalianum var. burnatii Briq.; Annuaire Conserv. Jard. Bot. Genève 9: 132 (1905)
- Stenophragma thalianum var. parviflorum Zapal.; 35 (1913)
- Stenophragma thalianum var. pusilla (Hochst. ex A.Rich.) Engl.; Hochgebirgsfl. Afrika: 226 (1895)